# Magistralinis kelias A7
Die A7 ist eine litauische Fernstraße, die als Teilstück der Europastraße 28 die ehemalige Bezirkshauptstadt Marijampolė mit der litauisch-russischen Staatsgrenze bei Kybartai verbindet. Sie verläuft in Ost-West-Richtung im Südosten von Litauen auf einer Länge von 42,21 Kilometer und durchzieht dabei den Gemeindebezirk Marijampolė und den Rajon Vilkaviškis. In Marijampolė besteht Anschluss an die Magistralinis kelias A5 (auch Europastraße 67), in Kybartai geht die A 7 in die russische Fernstraße A 229 (ehemalige deutsche Reichsstraße 1) über.

## Verlauf der A 7
- Marijampolė
- Vilkaviškis (Wilkowischken)
- Virbalis (Wirballen)
- Kybartai (Kibarten)

Litauisch-russischer Grenzübergang/A 229
→ Tschernyschewskoje (Eydtkuhnen, 1938–1946 Eydtkau)